# Civiques d'Italie
Civiques d'Italie (en italien : Civici d'Italia CdI) de son nom officiel Civiques d'Italie – Nous, modérés (UCD – Coraggio Italia – Nous avec l'Italie – Italie au Centre) – MAIE (en italien : Civici d'Italia - Noi Moderati (UDC - Coraggio Italia - Noi con l'Italia - Italia al Centro) - MAIE) est un groupe parlementaire italien de centre droit formé au Sénat de la République le 18 octobre 2022 pendant la XIXe législature.

## Historique
Civiques d'Italie est créé le 18 octobre 2022 en tant que groupe au Sénat parmi les listes qui soutiennent la majorité de centre droit, qui a remporté les élections parlementaires le 25 septembre 2022. Le groupe inclut également trois membres de Frères d'Italie,,.
Antonio De Poli est élu à l'unanimité président du groupe,.

## Composition
| Parti | Parti                                                 | Idéologie principale   | Président      | Sénateur | Sénateur |
| Parti | Parti                                                 | Idéologie principale   | Président      | Début    | Actuel   |
| ----- | ----------------------------------------------------- | ---------------------- | -------------- | -------- | -------- |
|       | Frères d'Italie (FdI)                                 | National-conservatisme | Giorgia Meloni | 3        | 3        |
|       | Union de centre (UdC)                                 | Démocratie chrétienne  | Lorenzo Cesa   | 1        | 1        |
|       | Coraggio Italia (CI)                                  | Conservatisme libéral  | Luigi Brugnaro | 1        | 1        |
|       | Mouvement associatif des Italiens à l'étranger (MAIE) | Libéralisme            | Ricardo Merlo  | 1        | 1        |
| Total | Total                                                 | Total                  | Total          | 6        | 6        |